# Kate Levering
Kate Levering (nacida el 3 de enero de 1979) es una actriz y bailarina estadounidense. Fue nominada para el Premio Tony por su papel en el musical de 2001 La Calle 42.  Es conocida por su papel de Kim Kaswell en la serie de comedia y drama de Lifetime Drop Dead Diva. 

## Vida y carrera
Levering nació en Sacramento, California.  Asistió a El Camino Fundamental High School, donde participó en musicales escolares y clases de baile antes de graduarse en 1997 y viajar a Nueva York para perseguir una carrera en Broadway. En 2001, fue elegida para interpretar a Peggy Sawyer en la reposición de La Calle 42.  Fue nominada para el Premio Tony a la Mejor Actriz en una categoría Musical y ganó el Premio Fred Astaire a la Mejor Bailarina por su baile en el espectáculo. Ella sólo realizó el papel en Broadway durante un corto período de tres meses, y aparece en el álbum del elenco, pero no se grabó para los Archivos del Centro Lincoln. 
Levering dejó La Calle 42 para protagonizar el famoso fracaso de Broadway Thou Shalt Not, compuesto por Harry Connick, Jr., y coreografiado por Susan Stroman.
En televisión, Levering ha hecho apariciones como invitada en programas como Home Improvement , Ley y orden: Unidad de víctimas especiales , Cold Case (episodio: "Dog Day Afternoons") y Witchblade.  En 2002, interpretó el papel de Jeanne Martin en la película para televisión Martin and Lewis, protagonizada por Sean Hayes y Jeremy Northam   En 2004, interpretó a la abogada Veronica Carter, en la serie de UPN Kevin Hill, protagonizada por Taye Diggs.  Aunque fue aclamado por la crítica, el programa se canceló en 2005 después de solo una temporada. Kate ha tenido papeles como invitada en CSI: Miami ("The Score" (2006)), Las Vegas (2007), Medium (2007), K-Ville (2007), Ghost Whisperer (2007), Cashmere Mafia (cuatro episodios 2008) , NCIS (2010), y White Collar (2010).
De 2009 a 2014, Levering interpretó el papel de Kim Kaswell en la serie de comedia y drama de Lifetime Drop Dead Diva.  Levering también ha protagonizado películas independientes: Like Dandelion Dust en 2009 y Breaking the Girls en 2012. 
En 2016, Levering fue elegida como Annette Hargrove en el drama de NBC Cruel Intentions , basada en la película de 1999 del mismo nombre .  El papel fue interpretado por Reese Witherspoon en la película.

## Vida personal
Levering se casó con el hombre de negocios Reza Jahangiri el 20 de abril de 2013 en The Beverly Hills Hotel. Su hijo, Holden Robert Jahangiri, nació en julio de 2013. El embarazo de Kate fue escrito en su papel en Drop Dead Diva. En marzo de 2016, Levering anunció que tenía un segundo hijo.  

## Filmografía
| Año     | Título                                                | Papel                          | Notas                                 |
| ------- | ----------------------------------------------------- | ------------------------------ | ------------------------------------- |
| 1999    | Home Improvement                                      | Chica                          | Episodio: "Neighbors"                 |
| 2001    | The Lullaby of Broadway: Opening Night on 42nd Street | Peggy Sawyer                   | Película para TV                      |
| 2002    | Witchblade                                            | Lucrezia Borgia                | Episodio: "Ubique"                    |
| 2002    | Law & Order: Special Victims Unit                     | Kittie                         | Episodio: "Lust"                      |
| 2002    | Martin and Lewis                                      | Jeanne Martin                  |                                       |
| 2003    | Hotel                                                 | Natalie                        | Piloto para TV                        |
| 2004–05 | Kevin Hill                                            | Veronica Carter                | Regular, 22 episodios                 |
| 2005    | Out of Practice                                       | Jennifer                       | Episodio: "New Year's Eve"            |
| 2006    | CSI: Miami                                            | Heather Larkin / Karen Manning | Episodio: "The Score"                 |
| 2006    | The Hunters                                           | Addison Cole                   | Piloto para TV                        |
| 2006    | Cold Case                                             | Darla Dunaway                  | Episodio: "Dog Day Afternoons"        |
| 2007    | Las Vegas                                             | Nicole                         | Episodio: "Fleeting Cheating Meeting" |
| 2007    | Close to Home                                         | Tess Middleton                 | Episodio: "Barren"                    |
| 2007    | Medium                                                | Dr. Elizabeth Randall          | Episodio: "Whatever Possessed You"    |
| 2007    | K-Ville                                               | Christina Dubois               | Episodio: "Pilo"                      |
| 2007    | Ghost Whisperer                                       | Gina Prince                    | Episodio: "Haunted Hero"              |
| 2008    | Blue Blood                                            | Colt                           | Piloto para TV                        |
| 2008    | Cashmere Mafia                                        | Katherine Cutler               | Recurrente, 4 episodios               |
| 2009    | Like Dandelion Dust                                   | Molly Campbell                 |                                       |
| 2009–14 | Drop Dead Diva                                        | Kim Kaswell                    | Regular, 70 episodios                 |
| 2010    | White Collar                                          | Grace Quinn                    | Episodio: "Bottlenecked"              |
| 2010    | NCIS: Los Ángeles                                     | Jillian Leigh                  | Episodio: "Anonymous"                 |
| 2013    | Breaking the Girls                                    | Nina Layton                    |                                       |
| 2013    | Chlorine                                              | Devon Stone                    |                                       |